# Sheikhupura
Sheikhupura o Shekhupur (en urdu: شيخوپورہ‎), antiguamente Kot Dayal Das (کوٹ دیال داس) o Singhpuria (سنگھپوریہ) o Virkgarh, es una localidad de Pakistán, en la provincia de Punyab.

## Demografía
Según estimación 2010 contaba con 426.980 habitantes.